# Plateau (stato)
Il Plateau (Plateau State) è uno Stato della federazione nigeriana, la sua capitale ha sede a Jos.
Il Plateau confina a nord e a ovest con lo Stato di Bauchi, ad est con quello di Kaduna, a sud est con quello di Nassarawa ed a sud ovest con quello di Taraba.
Abitato fin dal neolitico, è stato la culla del più antico popolo nigeriano: i Nok, un popolo di nomadi guerrieri.
Diverse testimonianze della loro cultura sono emerse dopo il ritrovamento di diverse statuette in ceramica rappresentanti i loro dèi.
Una volta era unito in un unico Stato insieme al Benue e il Nassarawa, chiamato Benue-Plateau, il Plateau ha comunque mantenuto i suoi contatti culturali e commerciali con i medesimi stati.
Pur essendo il motto dello Stato "Pace e turismo", qui è in atto una vera e propria guerra religiosa che vede contrapposta la maggioranza cristiana (principalmente di etnia Tarok, Berom e Tiv) ai musulmani di etnia Fulani e Kanuri.
Lo scontro ha portato a diverse guerriglie che hanno avuto luogo a Jos e nel centro di Yerwa-Shendam a partire dal 2003 fino ad oggi.
I musulmani (di etnia Fulani), che rappresentano circa un terzo della popolazione, lottano per l'entrata in vigore della Shari'a, la legge islamica.
Le etnie prevalenti sono quelle dei Tarok e Berom, allevatori e agricoltori originari del luogo, e i Fulani, nomadi arrivati dalla regione del Mali nel XVII secolo.
La religione più diffusa è quella cristiana.
La popolazione nel 2005 stimava circa 3.553.440 unità, che si concentravano soprattutto a Jos e dintorni.
L'elezione a governatore dello Stato del Berom cristiano Jonah David Jang nel 2007 ha provocato ulteriori tensioni fra cristiani e musulmani, sfociate in episodi di violenza scaturiti dalla volontà degli islamici di costruire a Jos una moschea.
- Etnie: Tarok, Tiv, Berom, Fulani, Kanuri, Egba, Nupe
- Religione: cristiana 60% musulmana 35% animista 5%
- Altre città: Panyam, Yerwa-Shendam

## Suddivisioni
Lo stato di Plateau è suddiviso in diciassette aree a governo locale (local government areas):
- Barkin Ladi
- Bassa
- Bokkos
- Jos East
- Jos North
- Jos South
- Kanam
- Kanke
- Langtang North
- Langtang South
- Mangu
- Mikang
- Pankshin
- Qua'an Pan
- Riyom
- Shendam
- Wase